# Claude Anet

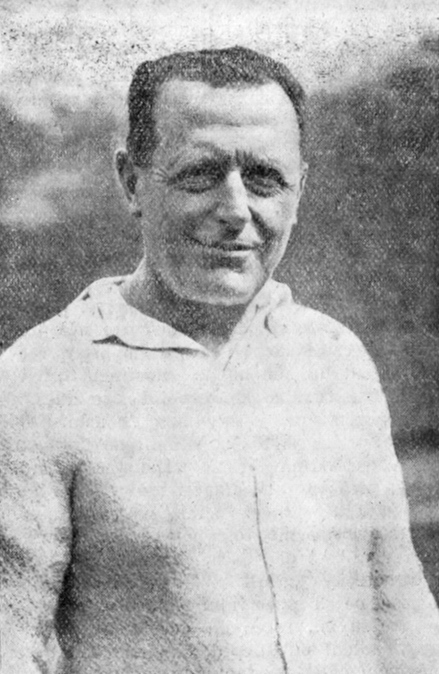
Claude Anet

Claude Anet (* 28. Mai 1868 in Morges; † 9. Januar 1931 in Paris; bürgerlicher Name Jean Schopfer) war ein französischer Schriftsteller und Tennisspieler Schweizer Herkunft.

## Leben
Claude Anet studierte an der Sorbonne und absolvierte an der École du Louvre ein geisteswissenschaftliches Studium. Ab 1888 arbeitete er als Vertreter einer amerikanischen Firma in Paris. Er reiste per Fahrrad und mit dem Auto durch Italien, Persien und Russland. Über seine Erlebnisse veröffentlichte er Reisebücher und Zeitungsreportagen in Le Temps sowie in Le Journal. Für die Veröffentlichungen wählte er das Pseudonym Claude Anet: Den Namen trug ein mit Jean-Jacques Rousseau rivalisierender Liebhaber der Madame de Warens. Die Russische Revolution erlebte er als Augenzeuge.
Bekannt geworden ist Anet durch Reiseliteratur, Romane und Bühnenstücke. Seine Reiseberichte aus Iran oder Russland in der Phase der Revolution erreichten Popularität und drückten sich auch als Hintergrund seiner Romane und Erzählungen aus, die entweder in der französischen Provinz oder in Russland spielten.
Als Tennisspieler gewann Anet im Jahr 1892 die Französischen Tennismeisterschaften in Paris, und er stand im folgenden Jahr im Endspiel.

## Werke (Auswahl)

### Belletristik
- 1901: Petite ville.
  - Deutsche Ausgabe: Kleinstadt. Liebesgeschichten aus der Provinz. Weller, Leipzig 1927.
- 1904: Les bergeries. Calman-Lévy, Paris.
- 1906: La perse en automobile.
- 1920: Ariane, jeune fille russe. Éditions de la Sirène, Paris.
  - Ariane, ein russisches Mädchen. Roman. Aus dem Französischen übersetzt von Georg Schwarz. Paul Zsolnay, Wien 1924. (Bis 1933 erreichte das Buch eine Auflage von 200.000 Exemplaren.)
  - Taschenbuchausgabe: Ariane. Liebe am Nachmittag. Rowohlt, Hamburg 1953 und Reinbek bei Hamburg 1979, ISBN 3-499-14230-9.
  - Neuübersetzung: Ariane. Liebe am Nachmittag. Aus dem Französischen übersetzt und mit einem Nachwort versehen von Kristian Wachinger. Dörlemann Verlag, Zürich 2021, ISBN 978-3-03820-078-9.
- 1922: L'amour en Russie.
  - Deutsche Ausgabe: Russische Frauen. Novellen. Weller, Leipzig 1926.
- 1927: Im Banne Asiens. Roman. („La rive d'Asie“). Weller, Leipzig.
- 1927: Die göttliche Suzanne. („Suzanne Lenglen“). Weltbücher, Berlin.
- 1928: La fin d'un monde.
  - Deutsche Ausgabe: Ende einer Welt. Roman. Aus dem Französischen von Georg Schwarz. Volksverband der Bücherfreunde, Berlin.
  - Nachdruck: Greifen, Rudolstadt 2009, ISBN 978-3-89793-197-8.
- 1930: Als die Erde bebte ... Lydia Sergijewna. Roman. („Quand la terre trembla“). Ullstein, Berlin.
- 1930: Mayerling. Roman. („Mayerling“). Tal, Leipzig.

### Sachbücher
- Voyage idéal en Italie. L'art ancien et l'art moderne. 1899.
- Nachdruck: Voyage idéal en Italie. L'art ancien et l'art moderne. Hachette Livre BNF, Paris 2017, ISBN 978-2-01-916036-4.
- La révolution russe. Chronique 1917–1920. Édition Phébus, Paris 2007, ISBN 978-2-7529-0308-2.

## Verfilmungen
- 1930: Ariane – Regie: Paul Czinner
- 1936: Mayerling – Regie: Anatole Litvak
- 1957: Ariane – Liebe am Nachmittag
- 1968: Mayerling – Regie: Terence Young